# Revaca, Chișinău
Revaca este un sat din componența orașului Sîngera din sectorul Botanica, municipiul Chișinău, Republica Moldova.

## Geografie
Satul Revaca este o localitate din municipiul Chișinău situată la latitudinea 46.9086 longitudinea 28.9447 și altitudinea de 37 metri față de nivelul mării. Satul are o suprafață de circa 0,64 kilometri pătrați, cu un perimetru de 5,06 km. Localitatea se află la o distanță de 23 km de municipiul Chișinău. Această localitate este în administrarea or. Sîngera.

## Istorie
Revaca a fost atestată pentru prima dată la 28 iulie 1760 cu denumirea de Pigorgani, Cârneață Ră.
Conform unor date statistice da la 1880 găsim "Revaca sau Revoaca, sat de proprietari, răzeși și mici cultivatori români, școală primară mixtă, poștă rurală, primărie în satul Sângera". Satul Revaca situat în partea de vest a orașului Sângera întretăiat de râul Ișnovăț, subordonată administrativ orașului Sângera.

## Demografie
Conform recensământului din anul 2004 populația este de 976 locuitori, din care:
- Barbati - 466
- Femei - 510

### Structura etnică
Structura etnică a localității conform recensământului populației din 2004:
| Grup etnic                                               | Populație | % Procentaj  |
| -------------------------------------------------------- | --------- | ------------ |
| Băștinași declarați Moldoveni Băștinași declarați Români | 951 11    | 97,44% 1,13% |
| Ruși                                                     | 6         | 0,61%        |
| Ucraineni                                                | 4         | 0,41%        |
| Alții                                                    | 4         | 0,41%        |
| Total                                                    | 976       |              |

## Infrastructură
Pe teritoriul satului activează 1 instituție școlara de învățământ preuniversitar - gimnaziul nr. 67 unde sunt instruiți 138 de elevi, iar colectivul pegagogic constituie 12 persoane.